# Tahitischwalbe
Die Tahitischwalbe (Hirundo tahitica) ist eine Vogelart aus der Familie der Schwalben (Hirundinidae).
Die Art wurde früher als konspezifisch mit der Hügelschwalbe (Hirundo domicola) und der Glücksschwalbe (Hirundo neoxena) angesehen, die beide auch rotbraun an Stirn, Kehle und oberer Brust sind sowie eine dunkel glänzende Oberseite haben.
Der Vogel kommt in Südasien und den Inseln im Südpazifik vor.
Der Lebensraum umfasst Felsküsten, Klippen einschließlich kleiner vorgelagerter Inseln, auch in der Nähe von Siedlungen und in Wassernähe sowie über Wäldern, Mangroven, Lichtungen und offenen Flächen weiter landeinwärts bis zu 1000 m auf Tahiti, 1500 m in Indonesien, 1600 m auf Borneo und 2010 m Höhe auf der malaiischen Halbinsel.
Der Artzusatz bezieht sich auf Tahiti.
Dieser Vogel ist ein Standvogel. Höhenwanderungen wurden in Malaysia beobachtet, auch kann es nach heftigem Regen zu Wanderungen zwischen Küste und Inland kommen.

## Merkmale
Die Art ist etwa 13 cm groß und wiegt 11–19 g, eine kleine bis mittelgroße Schwalbe mit dunkler, fast schwarzer, stahlblau oder metallisch grün glänzender Oberseite und tief gegabeltem Schwanz. Die Stirn einschließlich der Ohrdecken sowie Kinn, Kehle und obere Brust sind kastanienbraun bis rotbraun, die übrige Unterseite ist blass aschgrau bis schwärzlich, in der Mitte heller. Die Unterschwanzdecken sind grau bis schwärzlich mit großen weißen Flecken. Die äußeren Schwanzfedern sind etwas länger und spitz zulaufend. Der Schnabel ist schwarz, die Beine sind dunkelbraun, auch die Iris ist braun. Die Geschlechter unterscheiden sich nicht. Jungvögel sind matter mit kürzerem Schwanz und weniger rotbrauner Färbung. Die Oberseite ist brauner mit blassen Flügelrändern, die untere Brust ist schwärzlich.

## Geografische Variation

Das Verbreitungsgebiet der Tahitischwalbe

Es werden folgende Unterarten anerkannt:
- H. t. javanica Sparrman, 1789, – Südmyanmar und Andamanen, Vietnam, Philippinen, Molukken und Sundainseln, große weiße Flecken auf den Schwanzfedern mit Ausnahme der äußersten, bilden eine weiße Binde über die Schwanzunterseite
- H. t. namiyei (Stejneger, 1887), – Ryūkyū-Inseln und Taiwan, Oberseite blatter blau, Unterseite gleichmäßiger blass gefärbt
- H. t. frontalis Quoy & Gaimard, sehr der Nominatform ähnlich
- H. t. javanica [[, 1832, – Neuguinea im Norden und Westen einschließlich Raja Ampat, Aru-Inseln, Geelvink Bay und Inseln an der Nordküste
- H. t. albescens Schodde & Mason, 1999, – Süden und Osten Neuguineas und angrenzende Inseln, auf der Unterseite blasser
- H. t. ambiens Mayr, 1934, – Neubritannien, Unterseite blasser, kleine weiße Flecken auf den Schwanzfedern, unvollständiges schwärzliches Brustband
- H. t. subfusca Gould, 1856, – Admiralitätsinseln, Neuirland und angrenzende Inseln bis Salomonen, Ouvéa, Vanuatu bis Fidschi und Tonga, Unterseite dunkelgrau, keine weißen Flecken am Schwanz
- H. t. tahitica Gmelin]], 1789, Nominatform – Moorea und Tahiti

## Stimme
Die Rufe werden als angenehmes Zwitschern, eine schnelle Folge melodiöser und harscher Laute beschrieben ähnlich der Rauchschwalbe (Hirundo rustica) als „juku juku tsiriri“, „twsit-twsit-twsit“ im Fluge, vermehrt im Schwarm.

## Lebensweise
Die Nahrung besteht hauptsächlich aus Mücken und anderen fliegenden Insekten, die über offenem Gelände, Süßwasser, an Waldrändern und entlang von Straßen gesucht werden hauptsächlich in 5 bis 30 m Höhe, somit deutlich unterhalb der Jagdzone der Rauchschwalbe. Die Schwalbe fliegt schnell und kunstvoll, gern auch dicht oberhalb von Wasser. Sie ist wenig menschenscheu. Sie sitzt gern zusammen mit Artgenossen auf nackten Ästen.
Die Brutzeit ist in Borneo das ganze Jahr über, in Südostasien liegt sie zwischen Januar und September, zwischen März und Mai in Myanmar, zwischen Januar und August in Malaysia, zwischen Mai und Juni auf den Andamanen und zwischen Juli und Oktober auf den Philippinen.
Das halbschalenförmige Nest wird bevorzugt an über Wasser überhängende Wände oder Felsen angeklebt und oft über Jahre wiederverwendet. Gern genutzt werden auch Brücken über einen Fluss. Die Art brütet teils einzeln, teils in Kolonien in 1 bis 6 m Höhe über dem Wasser.
Das Gelege besteht aus 2–3, seltener 5 weißen, fein rötlich-braun gefleckten/gepunkteten Eier, beide Elternvögel brüten über 15–17 Tage und versorgen die Küken.

## Gefährdungssituation
Der Bestand gilt als „nicht gefährdet“ (Least Concern).